# تومبه
تومبه (به لاتین: Thumbe) یک منطقهٔ مسکونی در سری‌لانکا است که در استان جنوبی (سری‌لانکا) واقع شده‌است. تومبه ۵۶۶ نفر جمعیت دارد و ۴۰ متر بالاتر از سطح دریا واقع شده‌است.